# 地域共生社会推進に向けての福祉専門職支援議員連盟
地域共生社会推進に向けての福祉専門職支援議員連盟（ちいききょうせいしゃかいすいしんにむけてのふくしせんもんしょくしえんぎいんれんめい）は、日本の超党派の議員連盟のひとつ。通称は福祉専門員支援議連。

## 概要
地域共生社会の推進に向けて、社会福祉士、精神保健福祉士、介護福祉士等の人材を確保し、様々な領域で配置・活用がなされ、社会的な評価を高めるとともに活躍を支援することを目的にして国会議員によって、2019年6月6日に設立された日本の福祉に関する議員連盟である。
設立総会には衆参計113人（代理含む）の国会議員が出席。また、8つの関係団体（日本ソーシャルワーカー協会、ソーシャルケアサービス研究協議会、日本社会福祉士会、日本精神保健福祉士協会、日本医療社会福祉協会、日本介護福祉士会、日本介護福祉士養成施設協会、全国社会福祉法人経営者協議会）が参加。

## 役員（2021年11月1日時点）
- 尾辻秀久（顧問・自民党）参議院議員
- 福島みずほ（顧問・社民党）参議院議員
- 田村憲久（会長・自民党）衆議院議員
- 衛藤晟一（副会長・自民党）参議院議員
- 高橋千鶴子（副会長・日本共産党）衆議院議員
- 阿部知子（幹事長・立憲民主党）衆議院議員
- 東徹（幹事・日本維新の会）参議院議員
- 伊藤孝江（幹事・国民民主党）参議院議員
- 宮沢由佳（幹事・立憲民主党）参議院議員
- 田畑裕明（事務局次長・自民党）衆議院議員
- 橋本岳（事務局長・自民党）衆議院議員

## 過去役員
- 高木美智代（副会長・公明党）衆議院議員　2021年10月引退

## 設立時役員（2019年6月6日）
- 尾辻秀久（顧問・自民党）参議院議員
- 福島みずほ（顧問・社民党）参議院議員
- 田村憲久（会長・自民党）衆議院議員
- 衛藤晟一（副会長・自民党）参議院議員
- 高木美智代（副会長・公明党）衆議院議員
- 高橋千鶴子（副会長・日本共産党）衆議院議員
- 阿部知子（幹事長・立憲民主党）衆議院議員
- 東徹（幹事・日本維新の会）参議院議員
- 伊藤孝江（幹事・国民民主党）参議院議員
- 宮沢由佳（幹事・立憲民主党）参議院議員
- 田畑裕明（事務局次長・自民党）衆議院議員
- 橋本岳（事務局長・自民党）衆議院議員

## 議連関連ニュース
- 日本精神保健福祉士会公式HP【報告】超党派の国会議員による「地域共生社会推進に向けての福祉専門職支援議員連盟」が発足（2019年6月6日）
- 福祉専門職支える超党派議連が発足　災害時や処遇改善など課題に（2019年06月18日）（福祉新聞）
- 福祉専門職議連が児童虐待防止を議論　新資格のゴール見えず（2021年04月12日）（福祉新聞）
- 福祉専門職支援議員連盟 勉強会「ソーシャルワークの活用による子ども虐待防止 」（第１回）（2021年04月20日）（日本ソーシャルワーク教育学校連盟）
- 「行政からの委託は複数年度で」福祉専門職議連で要望（2021年07月08日）（福祉新聞）
- 公益社団法人「日本社会福祉士会」自民候補の推薦　各県会長に要請（2021年10月21日）（しんぶん赤旗）
- 「『福祉専門職支援議連』議員に対する推薦協力の経緯について」（2021年10月26日）（日本社会福祉士会）[1]